# Nervo dei muscoli quadrato del femore e gemello inferiore
Il nervo dei muscoli quadrato del femore e gemello inferiore è un nervo muscolare che origina dal plesso sacrale. È formato da fibre provenienti da L4, L5 ed S1.
Dopo la sua origine, abbandona la pelvi attraverso il grande forame ischiatico, passando al di sotto del muscolo piriforme. Uscito dalla pelvi, discende al davanti del nervo ischiatico e va a innervare i muscoli quadrato del femore e gemello inferiore.